# Сичово (Варгашинський район)
Сичо́во (рос. Сычёво) — село у складі Варгашинського району Курганської області, Росія. Входить до складу Варгашинської селищної ради.
Населення — 247 осіб (2010, 281 у 2002).